# 馬龍·馬利奧·白蘭度·達·施維拉
馬龍·馬利奧·白蘭達奧·達·施維拉（"Marlon", Mário Brandão da Silveira，1987年1月26日—）出生於巴西，是一名巴西足球員，現效力公民，2008-09年球季由日本職業足球聯賽（J2）球會草津溫泉轉投公民。